# Biblioteca Britânica
A Biblioteca Britânica (em inglês British Library) é a Biblioteca Nacional do Reino Unido, uma das maiores do mundo. Atualmente, o seu acervo possui aproximadamente 150 milhões de itens e a cada ano incorporam-se à coleção cerca de três milhões de itens novos.

## Coleções
A Biblioteca Britânica contém, além de livros, mapas, jornais, partituras, patentes, manuscritos, selos, dentre outros materiais. Todos estão dispostos sobre 625 km de prateleiras que crescem 12 km a cada ano. O espaço para a leitura possui capacidade para mil e duzentos leitores.
Entre as coleções especiais da Biblioteca Britânica, constam o caderno de anotações de Leonardo da Vinci, material de 300 a.C. aos jornais atuais, a Carta Magna, a gravação do discurso experimental de Nelson Mandela, cerca de 50 milhões de patentes, 310 mil volumes de manuscritos, de Jane Austen a James Joyce, de Händel aos Beatles, mais de 260 mil títulos de jornais e mais de quatro milhões de mapas. 
A biblioteca disponibiliza informações para estudantes, pesquisadores de ciências específicas e para executivos no Reino Unido e ao redor do mundo. A cada ano, seis milhões de buscas são geradas pelo seu catálogo online e mais de 100 milhões de itens são fornecidos aos leitores de todo o mundo.

## Edifício
O edifício mais importante de Londres dos finais do século XX foi arquitectado por Sir Colin St John Wilson. O edifício abriu em 1998, depois de 20 anos em construção e de controvérsias orçamentais e tecnológicas. Agora é admirado. Ao longo dos seus seis andares encontra-se uma espectacular torre de vidro que contém os 65 000 volumes da biblioteca de Jorge III. As obras de arte incluem uma estátua de Sir Isaac Newton de Eduardo Paolozzi.